# IOS 5
iOS 5 ist die fünfte Version von iOS, dem mobilen Betriebssystem von Apple Inc. Zum ersten Mal vorgestellt, wie jede neue iOS-Version, wurde das mobile Betriebssystem an der Worldwide Developers Conference 2011 im Moscone Center West am 6. Juni 2011.
Abgelöst wurde iOS 5 ein Jahr später von seinem Nachfolger iOS 6.

## Neuerungen
iOS 5 hat die Benachrichtigungen überarbeitet sowie die temporären Banner hinzugefügt, die oben auf dem Bildschirm erscheinen. Außerdem wurde das ‚Notification Center‘ eingeführt, ein zentraler Ort für alle Benachrichtigungen. Zudem wurde iCloud hinzugefügt, ein Cloud-Speicherdienst von Apple für die Synchronisierung von Inhalten und Daten über iCloud-fähige Geräte. iMessage, der Instant-Messaging-Dienst von Apple, wurde als Funktion eingebaut.
Für viele Nutzer erfreulich: Nach dem Update können zukünftige Softwareupdates kabellos installiert werden, nicht wie früher über einen Computer und die Multimedia-Software iTunes. Eine leicht zugängliche Kameraverknüpfung wurde auf dem Sperrbildschirm von iPads hinzugefügt.
Der Assistent Siri wurde eingeführt, war zum Zeitpunkt der Einführung aber ausschließlich für das iPhone 4s verfügbar.

## Unterstützte Geräte
iOS 5 stellt die Unterstützung für das iPhone 3G und den iPod touch 2 ein.

### iPhone
- iPhone 3GS
- iPhone 4
- iPhone 4s

### iPad
- iPad 1
- iPad 2
- iPad 3

### iPod touch
- iPod touch 3
- iPod touch 4